# 染福
染福（そめふく、1906年 - 1975年）は長野県出身の新橋の芸妓。本名は前島知恵。

## 来歴
生家は善光寺のそばで和菓子の名店を営んでいたが父親の商売失敗により倒産。この為、夜逃げ同然で一家で上京。親族に当たる大女優松井須磨子の元に身を寄せた。その当時、子役として須磨子と共に舞台に出演したこともある。
その後、名古屋西川流二世西川鯉三郎の元で幼少時より心得のあった日本舞踊の研鑽を積み、多くの弟子の指導に当たった後、東をどりにデビュー。まり千代、小くにらと共に東をどりの黄金時代を築いた。
1971年（昭和46年）、東をどりから引退。その波乱に富んだ人生は東をどりの愛好者であった作家の川口松太郎の小説のモデルにもなった。
舞台：娘道成寺、時雨西行、花の段、檜垣、俗曲名所めぐり等
小泉喜美子の推理小説「女は帯も謎もとく」の登場人物となっている。
手嶋龍一著作アーカイブ「世界に広がる江戸の粋」には東踊り全盛の頃の様子が詳述されている。